# Andreas Lindgreen
Andreas Holst Lindgreen (født 18 februar 1998) er en dansk atlet, der løber for Sparta Atletik. 
Lindgreen startede med at løbe for Frederiksberg IF i maj 2012, hvor han i maj 2013 skiftede til Sparta. I juni 2016 kvalificerede han sig til junior-VM på 1500 meter, da han med tiden 3,46,88 løb under kravtiden ved et løb i Mannheim, Tyskland.

## Personlige Rekorder
- 800 meter: 1.52.63
- 1500 meter: 3.45.20 (24-6-2017 dansk ungdoms rekord U20)
- 3000 meter: 8.19.46